# 理查德·莫顿
理查德·莫顿（英語：Richard Morton，1966年2月2日—），美国NBA联盟前职业篮球运动员。